# Gaio Orazio Pulvillo
Gaio Orazio Pulvillo (fl. V secolo a.C.) è stato un politico e militare romano del V secolo a.C., due volte console, anche se per il secondo consolato esiste qualche dubbio, visto che Tito Livio cita come console dell'anno Marco Orazio Pulvillo.

## Primo consolato
Gaio Orazio venne eletto console  nel 477 a.C. insieme con Tito Menenio Agrippa Lanato; il Senato gli affidò la conduzione della campagna contro i Volsci, mentre il suo collega Tito Menenio, venne inviato contro Veio e a portare aiuto ai Fabii
Mentre conduceva la campagna contro i Volsci dovette tornare in soccorso di Roma, perché i Veienti, dopo aver sconfitto i Fabii nella battaglia del Cremera, avevano sconfitto anche l'esercito condotto da Tito Menenio e si erano accampati sul Gianicolo, da dove partivano per effettuare scorribande sotto le mura di Roma.
Gaio Orazio dopo aver riportato l'ordine a Roma, si scontrò con i Veienti, prima presso il tempio della Speranza e poi presso Porta Collina; l'esito di questa battaglia, l'ultima dell'anno consolare, riportando la fiducia nelle file dei soldati romani.

## Secondo consolato
Orazio Pulvillo venne eletto console  nel 457 a.C. insieme con Quinto Minucio Esquilino Augurino.
Sembrava che anche quell'anno si sarebbe perso nelle lunghe dispute tra Patrizi e Plebei, tra Consoli e Tribuni della Plebe, sull'approvazione della Lex Terentilia, proposta dai Tribuni ed osteggiata dai Senatori. Ma la notizia di incursioni di Sabini ed Equi nei territori romani, fece ritrovare la concordia tra le due parti, che si accordarono per la nomina di 10 tribuni della plebe, 2 per ogni classe, invece dei due eletti fino a quel momento.
A Minuncio fu affidato il compito di contrastare i Sabini, ad Orazio quello di affrontare gli Equi, che per l'ennesima volta sconfisse sul monte Algido, scacciandoli da Ortona e da Corbione, che addirittura fu rasa al suolo per essersi consegnata al nemico.

### Fonti primarie
- Dionigi di Alicarnasso, Antichità romane
- Tito Livio, Ab urbe condita libri